# Divizia A 1965-1966
La Divizia A 1965-1966 è stata la 48ª edizione del campionato di calcio rumeno, disputato tra il 15 agosto 1965 e il 10 luglio 1966 e si concluse con la vittoria finale del Petrolul Ploiești, al suo quarto titolo.
Capocannoniere del torneo fu Ion Ionescu (Rapid București), con 24 reti.

## Formula
Le squadre partecipanti furono 14 e disputarono un turno di andata e ritorno per un totale di 26 partite con le ultime due retrocesse in Divizia B.
Le qualificate alle coppe europee furono tre: la vincente alla coppa dei Campioni 1966-1967, la vincente della coppa di Romania alla coppa delle Coppe 1966-1967 e un'ulteriore squadra alla Coppa delle Fiere 1966-1967.

## Squadre partecipanti
| Club                 | Città       | Stadio | Posizione 1964-1965 |
| -------------------- | ----------- | ------ | ------------------- |
| Steaua Bucarest      | Bucarest    |        | 3°                  |
| Știința Timișoara    | Timișoara   |        | Divizia B           |
| Farul Constanța      | Costanza    |        | 12°                 |
| Rapid Bucarest       | Bucarest    |        | 2°                  |
| Dinamo Bucarest      | Bucarest    |        | Campione di Romania |
| Steagul Roșu Brașov  | Brașov      |        | 4°                  |
| UTA Arad             | Arad        |        | 5°                  |
| Știința Craiova      | Craiova     |        | 11°                 |
| Dinamo Pitești       | Pitești     |        | 8°                  |
| Știința Cluj         | Cluj Napoca |        | 7°                  |
| Petrolul Ploiești    | Ploiești    |        | 6°                  |
| Siderurgistul Galați | Galați      |        | Divizia B           |
| CSMS Iași            | Iași        |        | 10°                 |
| Crișul Oradea        | Oradea      |        | 9°                  |

## Classifica finale
|    | Classifica           | G  | V  | N  | P  | GF | GS | Dif | Pt |
| -- | -------------------- | -- | -- | -- | -- | -- | -- | --- | -- |
| 1  | Petrolul Ploiești    | 26 | 16 | 6  | 4  | 47 | 24 | +23 | 38 |
| 2  | Rapid București      | 26 | 15 | 2  | 9  | 46 | 30 | +16 | 32 |
| 3  | Dinamo București     | 26 | 10 | 8  | 8  | 45 | 33 | +12 | 28 |
| 4  | Dinamo Pitești       | 26 | 12 | 4  | 10 | 46 | 42 | +4  | 28 |
| 5  | Steagul Roșu Brașov  | 26 | 12 | 3  | 11 | 40 | 30 | +10 | 27 |
| 6  | CSMS Iași            | 26 | 11 | 5  | 10 | 33 | 37 | -4  | 27 |
| 7  | Știința Cluj         | 26 | 8  | 10 | 8  | 34 | 35 | -1  | 26 |
| 8  | Știința Craiova      | 26 | 9  | 7  | 10 | 23 | 38 | -15 | 25 |
| 9  | Farul Constanța      | 26 | 10 | 4  | 12 | 32 | 37 | -5  | 24 |
| 10 | UTA Arad             | 26 | 8  | 8  | 10 | 33 | 40 | -7  | 24 |
| 11 | Știința Timișoara    | 26 | 10 | 3  | 13 | 26 | 36 | -10 | 23 |
| 12 | Steaua București     | 26 | 6  | 10 | 10 | 34 | 30 | +4  | 22 |
| 13 | Crișul Oradea        | 26 | 6  | 8  | 12 | 26 | 39 | -13 | 20 |
| 14 | Siderurgistul Galați | 26 | 7  | 6  | 13 | 41 | 55 | -14 | 20 |

### Verdetti
- Petrolul Ploiești Campione di Romania 1965-66.
- Crișul Oradea e Siderurgistul Galați retrocesso in Divizia B.

### Qualificazioni alle Coppe europee
- Coppa dei Campioni 1966-1967: Petrolul Ploiești qualificato.